# Френч, Уильям Генри
Уильям Генри Френч (англ. William Henry French; 13 января 1815, Балтимор, Мэриленд — 20 мая 1881, Вашингтон) — американский кадровый военный, участник Мексиканской войны, генерал армии Союза в годы гражданской войны. Принимал участие в сражениях первого периода войны, командовал III корпусом Потомаской армии, но был отстранён от полевой службы за неудачи в сражении при Майн-Ран.

## Ранние годы
Френч родился в Балтиморе, в 1833 году он поступил в военную академию Вест-Пойнт и окончил её 22-м по успеваемости в выпуске 1837 года. Его определили вторым лейтенантом 1-го артиллерийского полка. Он участвовал в Семинольской войне 1837—1838 года, в 1838 году участвовал в депортации индейцев чероки, и в том же году был отправлен на канадскую границу в форт Ковингтон (штат Нью-Йорк). 9 июля 1838 года Френч получил звание первого лейтенанта. Он служил в Вермонте (1838—1839), в Платтсберге (1839—1840) и в Хултоне (1840—1843). Затем служил в гарнизоне форта Адамс в Род-Айленде (1843—1845), во флоридском форте Пикенс (1845) и в луизианском форте Вул (1845—1846).
В 1846 году Френч служил в Техасе. Когда началась Мексиканская война, он служил генерал-адъютантом при генерал-майоре Паттерсоне и адъютантом при бригадном генерале Пирсе. Участвовал в осаде Веракруса, в сражении при Серро-Гордо, при Контрера и при Чурубуско. 18 апреля 1847 года Френч получил временное звание капитана за храбрость при Серро-Гордо.
20 августа 1847 Френчу присвоили временное звание майора за храбрость при Контерас и Чурубуско. Он затем участвовал в штурме Мехико, а после войны служил в форте Макгенри (1848—1849) и в форте Коламбус (1849—1850). 22 сентября 1848 года он получил постоянное звание капитана.
Френч так же участвовал в войне с семинолами в 1850—1852 и в 1853 годах. Во Флориде он служил в форте Мид, где его подчинённым оказался Томас Джексон. Они были друзьями во время Мексиканской войны, но во время жизни в форте между ними начались разногласия, переросшие в открытый конфликт. Дело дошло до того, что около 12 апреля 1851 года Френч отправил Джексона под арест за несоблюдение субординации. Практически одновременно Джексон покинул федеральную армию: 22 апреля он получил место преподавателя Вирджинского военного института, поэтому 15 мая его освободили из-под ареста.
Он служил в форте Монро (1853—1855) и снова в форте Макгенри (1855—1859), был членом комиссии по изучению тактики лёгкой артиллерии, после чего служил в Техасе в фоте Кларк (1859—1860) и форте Дункан (1860—1861).
В 1860 году была опубликована книга Instruction for Field Artillery, одним из соавторов которой (вместе с Генри Хантом и Уильямом Берри) был Френч.

## Гражданская война
Когда началась Гражданская война, капитан Френч находился в Игл-Пасс в Техасе. Он отказался сдать гарнизон техасцам, увёл своих людей в устье Рио-Гранде и уплыл оттуда в Ки-Уэст во Флориде. С 27 марта по 27 ноября 1861 года он командовал базой Ки-Уэст. 28 сентября 1861 года ему было присвоено звание бригадного генерала Добровольческой армии, а 26 октября — звание майора регулярной армии.
30 ноября Френч был переведён в Вашингтон и стал командиром бригады в дивизии Эдвина Самнера (в составе Потомакской армии). Его бригада в ноябре 1861 года состояла из трёх полков:
- 52-й Нью-Йоркский пехотный полк, полк. Пол Франк;
- 57-й Нью-Йоркский пехотный полк, полк. Самуэль Зук;
- 53-й Пенсильванский пехотный полк, полк. Джон Брук.

В январе в бригаду был введён 66-й Нью-Йоркский пехотный полк.
В марте 1862 года бригада Френча числилась в дивизии Исраэля Ричардсона во II корпусе Потомакской армии. Бригада участвовала в наступлении на Манассас, после чего была переброшена по морю на Вирджинский полуостров и задействована при осаде Йорктауна. После сдачи Йорктауна бригада наступала на Ричмонд и в конце мая участвовала в сражении при Севен-Пайнс. Френч получил временное звание подполковника регулярной армии за отличие в этом бою. Его бригада так же сражалась при Оак-Гроув, при Гейнс-Милл, при Саваж-Стейшен, при Глендейле, а затем была арьергардом армии во время отступления к Малверн-Хилл. После сражения при Малверн-Хилл дивизия Ричардсона была переброшена на север, в Сентервии и в сентябре участвовала в Мерилендской кампании.
10 сентября была сформирована новая (третья) дивизия во II корпусе. Френча сделали командиром новой дивизии, а его бывшую бригаду передали полковнику Джону Бруку. Дивизия Френча состояла из трёх бригад и двух батарей и насчитывала 4 500 человек:
- Бригада Натана Кимбалла;
- Бригада Дуайта Морриса;
- Бригада Макса Вебера.

17 сентября 1862 года дивизия Френча сражалась при Энтитеме. В 07:30 дивизия начала наступление, перешла Энтитем-Крик, и должна была поддержать наступающую дивизию Седжвика и дивизию Грина, но уклонилась левее. Так как Хукер и Самнер были ранены, а Мансфилд убит, то исправить эту ошибку было некому. У фермы Роулетта Френч атаковал и легко отбросил назад бригаду Колкитта. Дивизия прошла мимо фермы Роулетта и атаковала позицию дивизии Дениеля Хилла на дороге "санкен-роуд": бригаду Роудса и остатки бригады Колкитта. В боях за Санкен-роуд дивизия Френча потеряла 1817: убитыми и ранеными 1 614, пленными и пропавшими без вести, 203.
За храбрость при Энтитеме Френч получил временное звание полковника регулярной армии, датированное 17-м сентября.
В октябре дивизия Френча участвовала в преследовании Северовирджинской армии, а в ноябре - во Фредериксбергской кампании. 29 ноября 1862 года Френч получил звание генерал-майора Добровольческой армии.
Во время сражения при Фредериксберге бригадами дивизии Френча командовали бригадный генерал Натан Кимбалл, полковник Оливер Палмер и полковник Джон Эндрюс. Когда 13 декабря главнокомандующий Эмброуз Бернсайд приказал атаковать позиции противника на высотах Мари, дивизия Френча была отправлена в атаку первой. Она понесла тяжелые потери еще на стадии выдвижения из Фредериксберга, затем попала под плотный винтовочный огонь бригады Томаса Кобба, и в итоге, пробыв на поле боя 4 часа, отошла, потеряв в этот день треть своего состава.
Когда весной 1863 года началась Чанселорсвиллская кампания, бригадами дивизии Френча командовали Самуэль Кэрролл, Уильям Хейс и полковник Джон Макгрегор. 3 июля, когда корпуса Потомакской армии держали круговую оборону на чанселорсвиллском плато, они были атакованы с запада дивизией Эмброуза Хилла; бригада Эдварда Томаса почти прорвала фронт и вышла на 800 метров к дому Чанселлора, угрожая флангу федеральных батарей. Хукер приказал Френчу остановить южан: Френч взял 7 своих полков и бросил их на западное направление. Впереди шли полки Самуэля Кэролла (14-й Индианский, 4-й Огайский и 7-й Западновирджинский, так наз. "Гранитная бригада"). Бригада Томаса к тому времени истратила боеприпасы, и полки Кэролла легко отбросили их в лес. Френч бросил в бой остальные четыре полка и смог отбросить южан до их стартовой позиции, но встретил свежие части противника и отступил.
Когда началась Геттисбергская кампания, генерал Хукер решил присоединить к армии гарнизон Харперс-Ферри. 25 июня он отправил Френча принять командование гарнизоном, передав его дивизию Александру Хейсу. Френч принял командование 26 июня, а утром 28 июня Хукер был смещён и командование принял Мид. Посовещавшись с генералами, Мид так же решил вывести отряд Френча из Харперс-Ферри. Ему было поручено отправить часть отряда в Вашингтон (сопровождая вывезенную федеральную собственность), а частью отряда занять Фредерик. Френч покинул Харперс-Ферри, но по своей инициативе отправил небольшое подразделение в Фоллин-Уотерс, где его люди разрушили понтонный мост, наведённыей конфедератами.
После сражения при Геттисберге Потомакская армия начала наступление на юг, и 7 июля Мид прибыл к Френчу во Фредерик. Именно Френч сообщил Миду, что уровень воды в реке Потомак поднялся, и армия генерала Ли не сможет быстро уйти за реку. 8 июля Мид назначил Френча командиром III корпуса Потомакской армии (вместо раненого генерала Сиклса). 12 июля в этом новом звании Френч присутствовал на совете, который собрал Мид для выяснения, каким образом лучше всего атаковать южан возле Уильямспорта. Френч был одним из тех генералов, которые высказались против атаки.